# パルス振幅変調

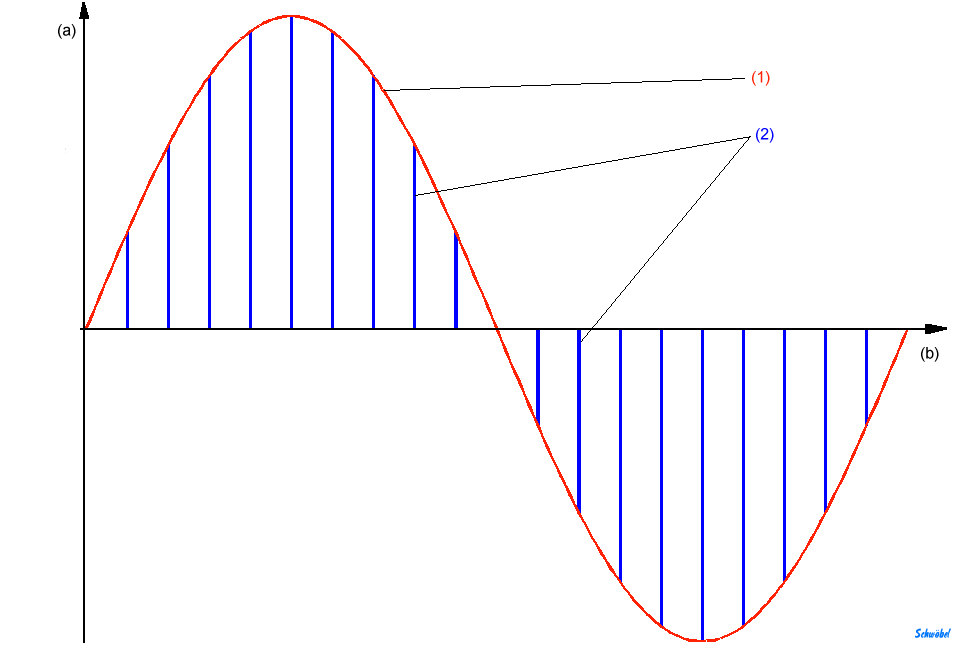
アナログPAM変調の例 (1)元の信号, (2) PAM変調した信号, (a)軸:振幅, (b)軸:時間

パルス振幅変調（パルスしんぷくへんちょう、PAM、英語: pulse-amplitude modulation）は、パルス変調の1つ。送信側はデータを連続したパルス信号の振幅として符号化し、受信側はシンボル周期ごとに受信信号の振幅レベルを検出することで復調する。

## 種類
変調信号の種別によって、以下の種類がある。
- アナログPAM

アナログ信号をパルスとしてデジタル化するもの。復調ではパルスの包絡線が元の波形となる。この目的のものは主にパルス符号変調（PCM）やパルス位置変調（PPM）に取って代わられることが多い。
- デジタルPAM

デジタル信号をパルス信号に変換して信号数を減らすもの。振幅パターンが増えると多くのデータ量を送ることができ、そのビット数は振幅パターンの2の累乗倍になる。符号化の名称として振幅レベルのパターン数を前後につけて呼ぶことが多い。例：2ビットの変調では送信信号の振幅をパルスシンボルごとに4種類に分け、これを4-PAMまたはPAM4と呼ぶ。ここでは0b00を-3V、0b01を-1V、0b10を1V、0b11を3Vの4種類とするなどして符号化する。
また、特に電気信号によるPAMでは振幅の極性に基づいて以下の種別がある。
- 単極PAM: パルスがすべて正の電圧を持つ。
- 双極PAM: パルスが正負の両方の電圧を持つ。

## 用例

### デジタルPAM
イーサネットの一部ベースバンド伝送を用いる物理層規格で使われる。
- 100BASE-T4 - ツイストペアケーブルの4ペア上に3-PAMを毎秒25メガパルスで送付して100Mbps半二重を達成している。
- 100BASE-T2 - ツイストペアケーブルの2ペア上に5-PAMを毎秒25メガパルスで送付して100Mbps全二重を達成している。
- 1000BASE-T - ツイストペアケーブルの4ペア上に5-PAMを毎秒125メガパルスで送付して1Gbpsを達成している。
- 10GBASE-T - ツイストペアケーブルの4ペア上に16-PAMを毎秒800メガパルスで送付して10Gbpsを達成している。DSQ128と呼ばれる7ビットデータの符号化方式と、トムリソン-原島プリコーディング(英語: Tomlinson-Harashima precoded、THP)と呼ばれる電圧調整のための符号化が組み込まれている。
- 50GBASE-R - 光ファイバ上に4-PAMを毎秒26.7ギガパルスで送付して50Gbpsを達成している。前方誤り訂正が組み込まれている。
- 100GBASE-DRなど - 光ファイバ上に4-PAMを毎秒53.1ギガパルスで送付して100Gbpsを達成している。前方誤り訂正が組み込まれている。

### アナログPAM
インバータの制御方式ではPAM方式のものがあり、特に1996年以降日立製作所は家電製品の中でも上位機種に採用している（モーターを用いる冷蔵庫・洗濯機・エアコンのみならず、電子レンジや照明器具にも採用していた）。同社製の本制御方式採用家電には「PAM」の表記があるほか、CM等では「PAM」を「パム」と読んで採用をアピールしていた。日立製作所以外でもPAMを採用した家電製品がある。